# Вебер, Пауль (пейзажист)
Пауль Вебер (полное имя Готтлиб Даниэль Пауль Вебер; нем. Gottlieb Daniel Paul Weber; 19 января 1823, Дармштадт — 12 октября 1916, Мюнхен) — немецкий и американский художник-пейзажист.

## Биография
Родился в 1823 году в Дармштадте в семье композитора. Изучал живопись сперва в Штеделевском художественном институте во Франкфурте, а затем в Мюнхене, в Академии художеств.
Вебер сочувствовал германской революции 1848 года и после поражения революционеров эмигрировал в США. Там 25-летний художник, недавний выпускник Академии, поселился в Филадельфии, где его навыки в сфере пейзажной живописи оказались весьма востребованы. Вебер регулярно выставлял свои картины в Филадельфии и Бостоне и стал учителем целого ряда американских пейзажистов.
Однако, соскучившись по родине, Вебер в 1860 году вернулся в Германию и поселился в Мюнхене. Там он, основываясь на своих набросках и эскизах, продолжал писать пейзажи с американскими видами, которые пользовались успехом у европейской публики. 
С другой стороны, часть своих картин он посылал на выставки в Америку, где его имя было хорошо известно. Помимо американских, создал большое количество немецких пейзажей.
На протяжении всей жизни Веберу сопутствовали достаток и коммерческий успех.
Скончался Вебер в 1916 году в Мюнхене.
Его сын и племянник также стали художниками.

## Галерея

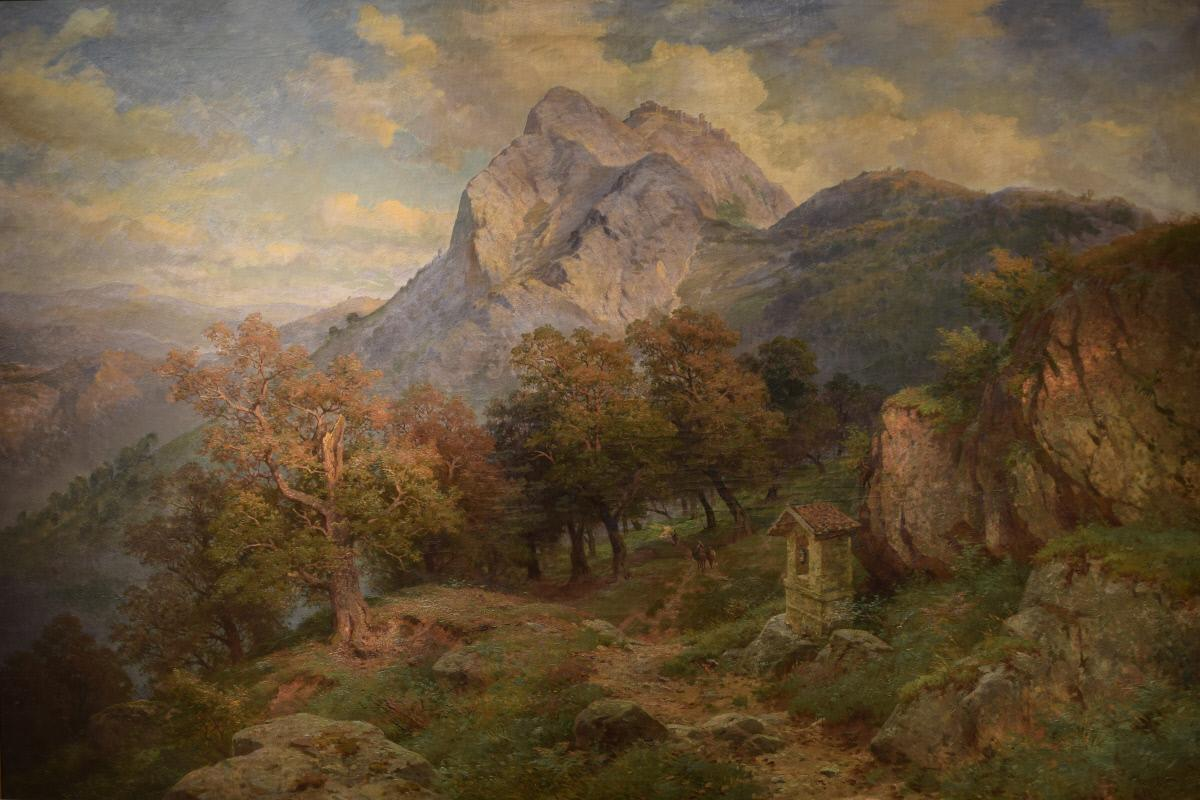
Дорога в горах
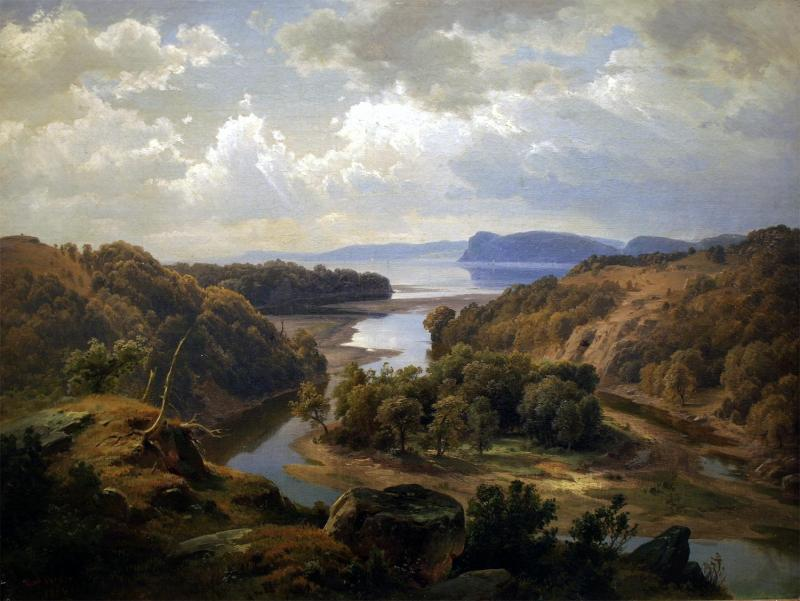
Вид на реку Гудзон
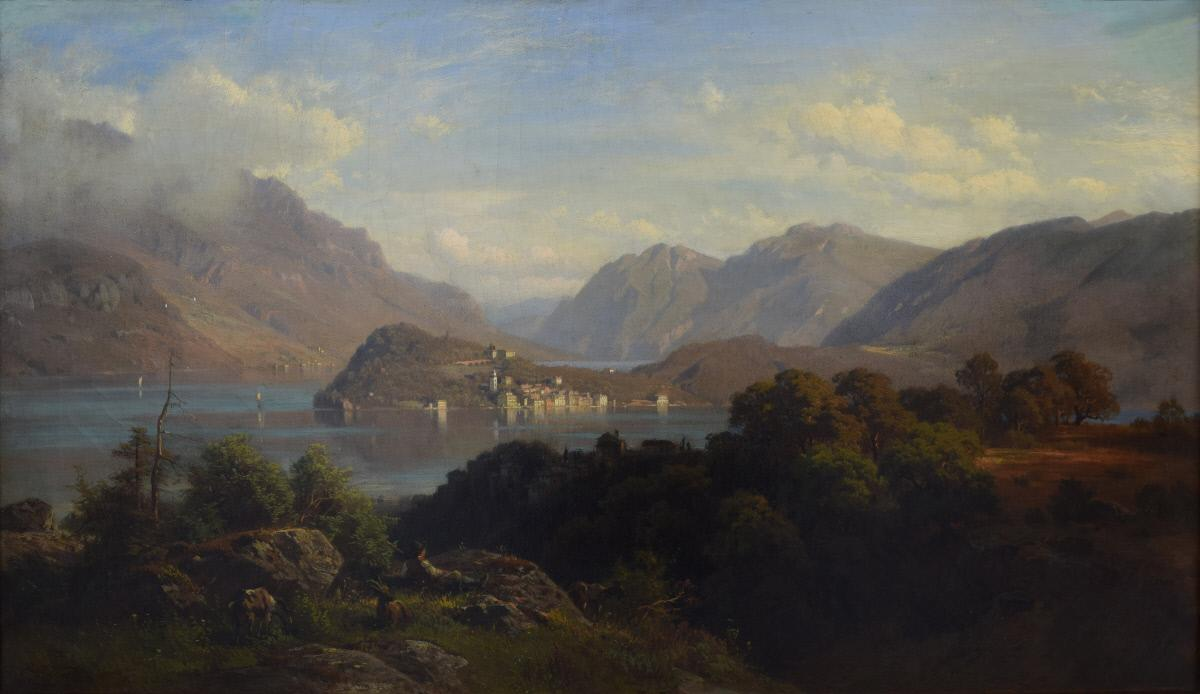
Италия. Озеро Комо.
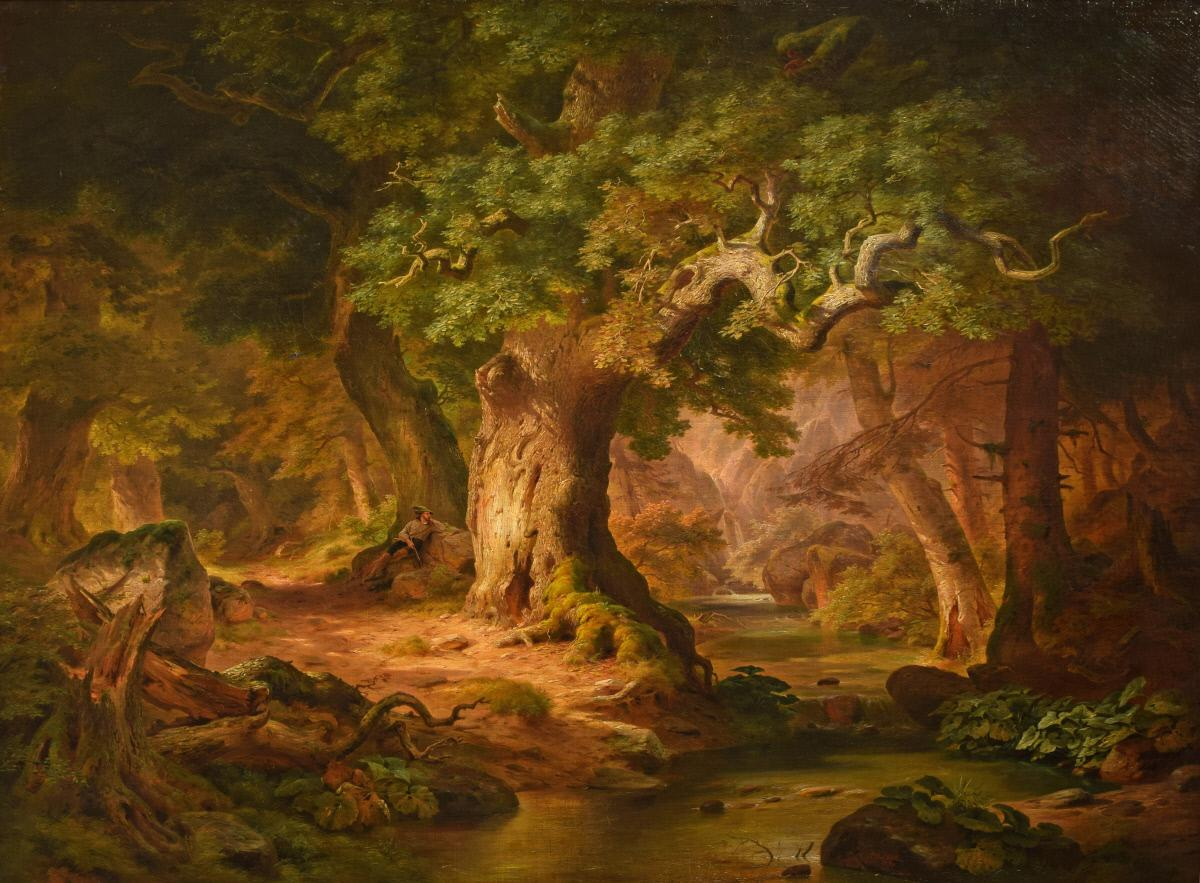
Отдых охотника у горного ручья
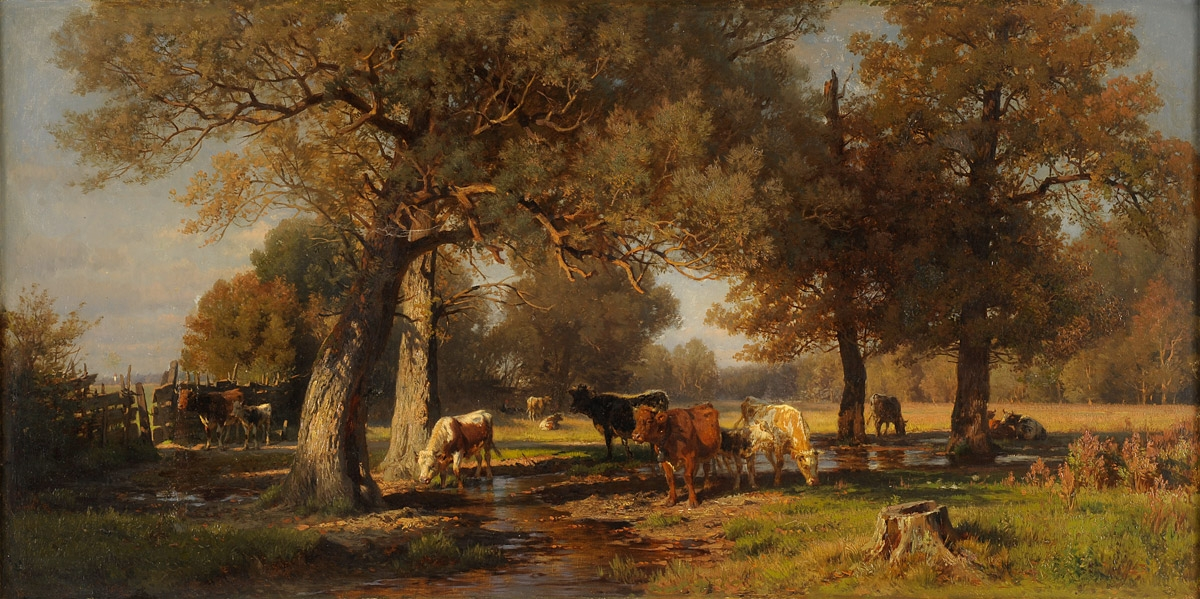
Коровы у водопоя
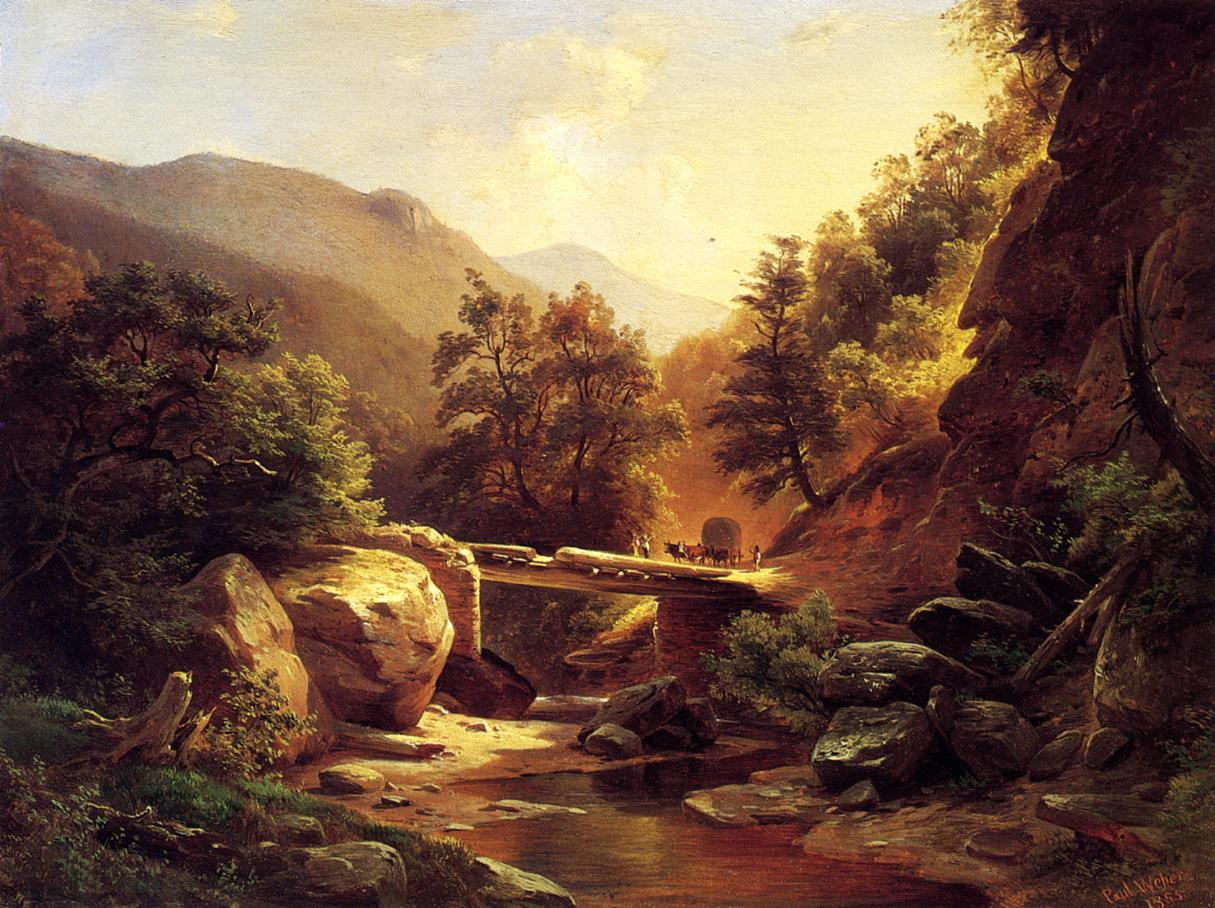
Мост через реку в Америке
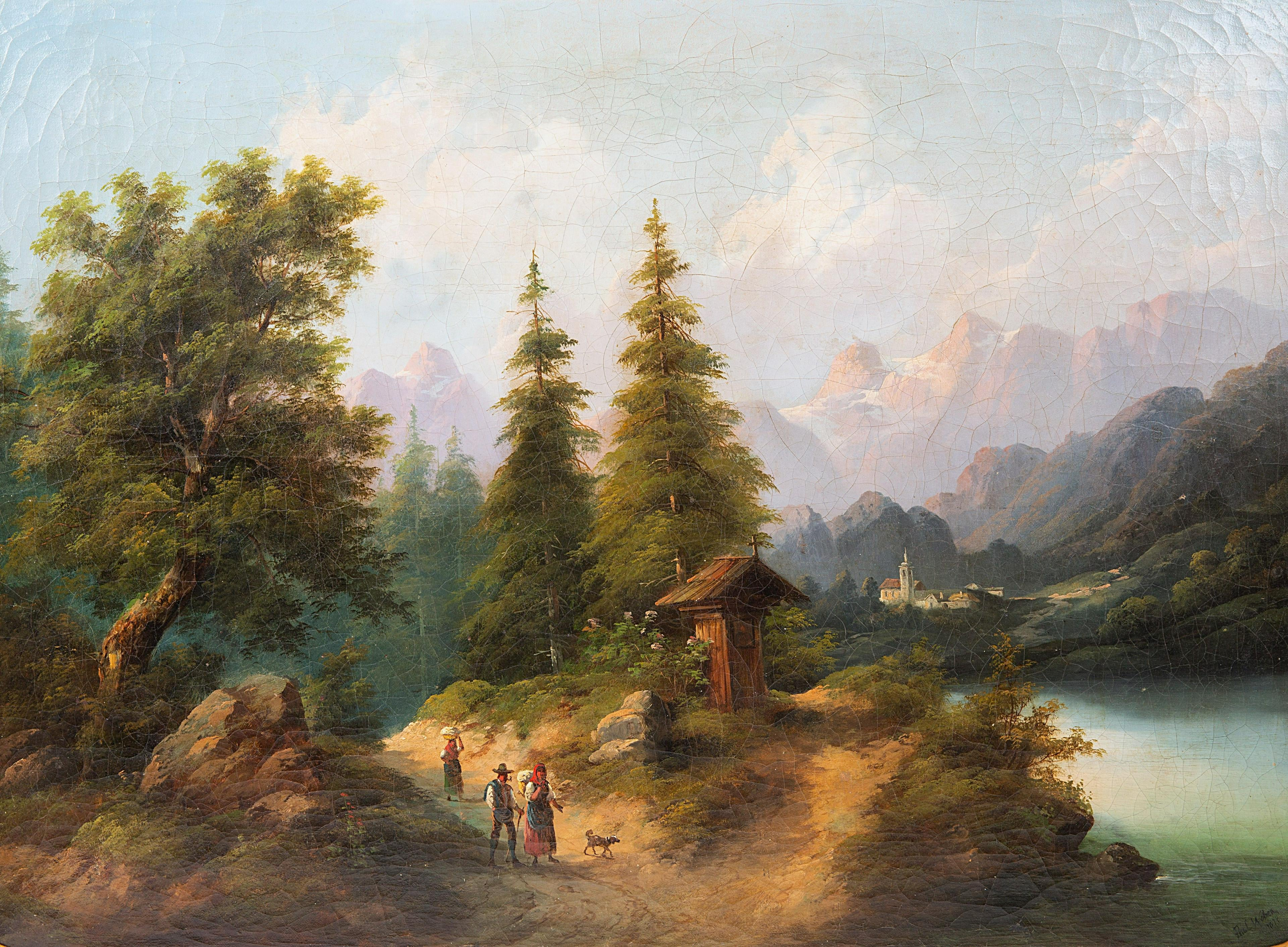
Баварский пейзаж
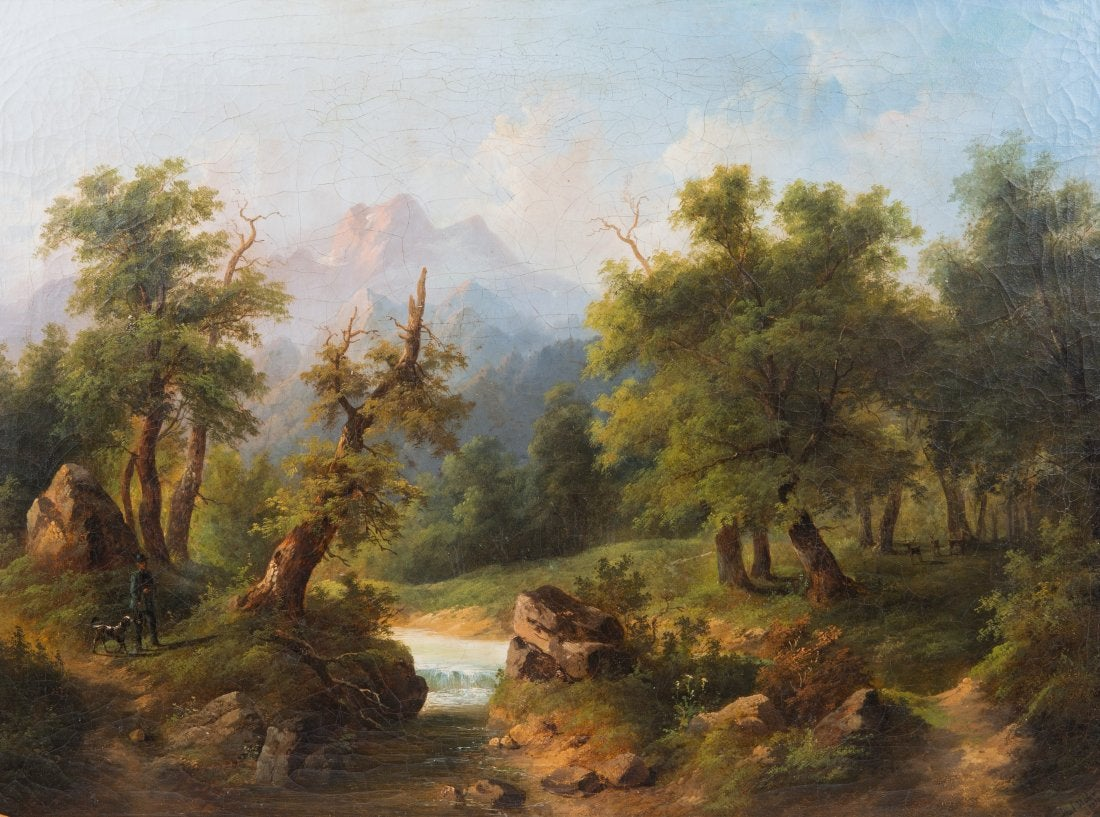
Баварский пейзаж с охотником
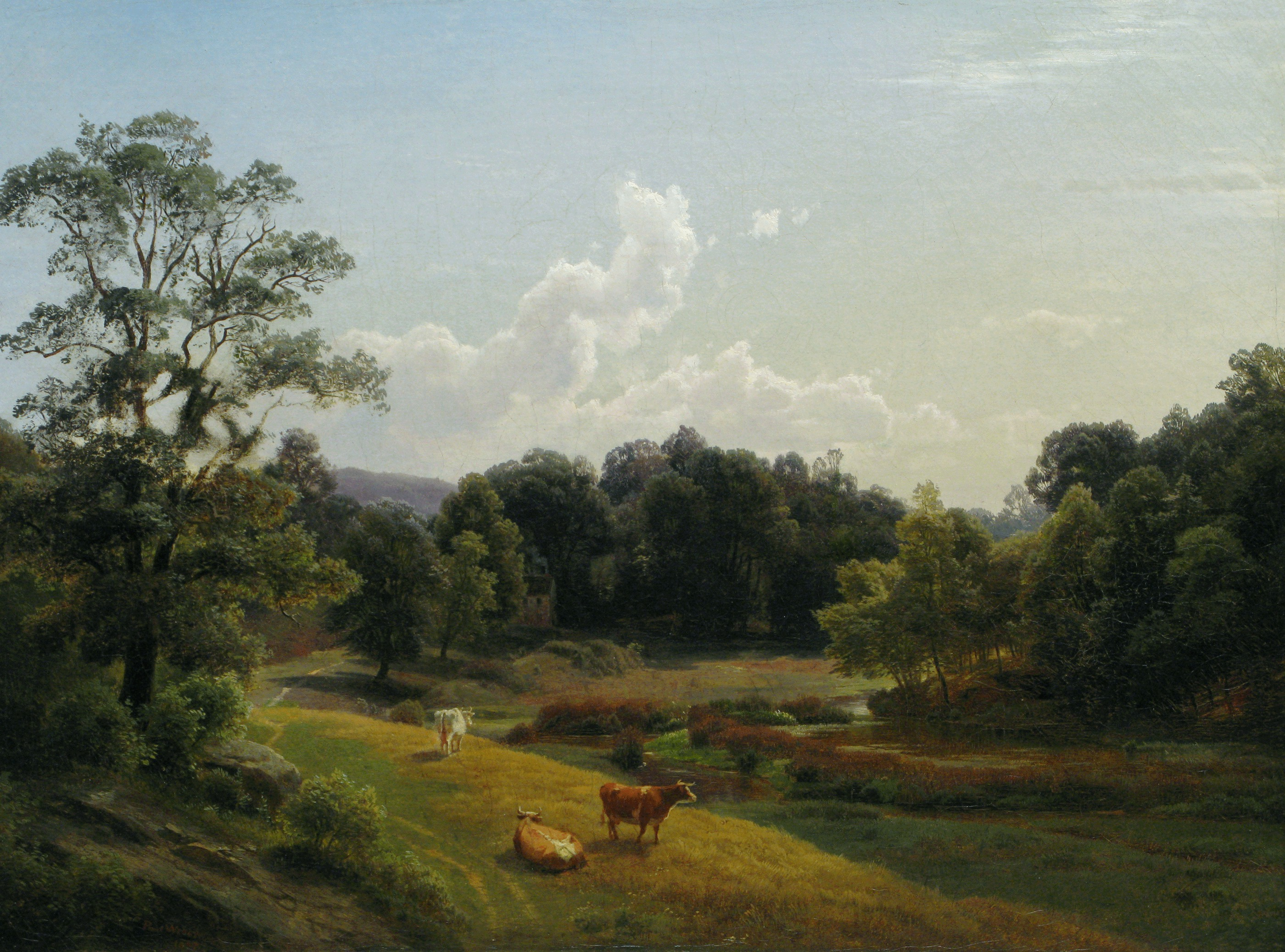
Летний пейзаж
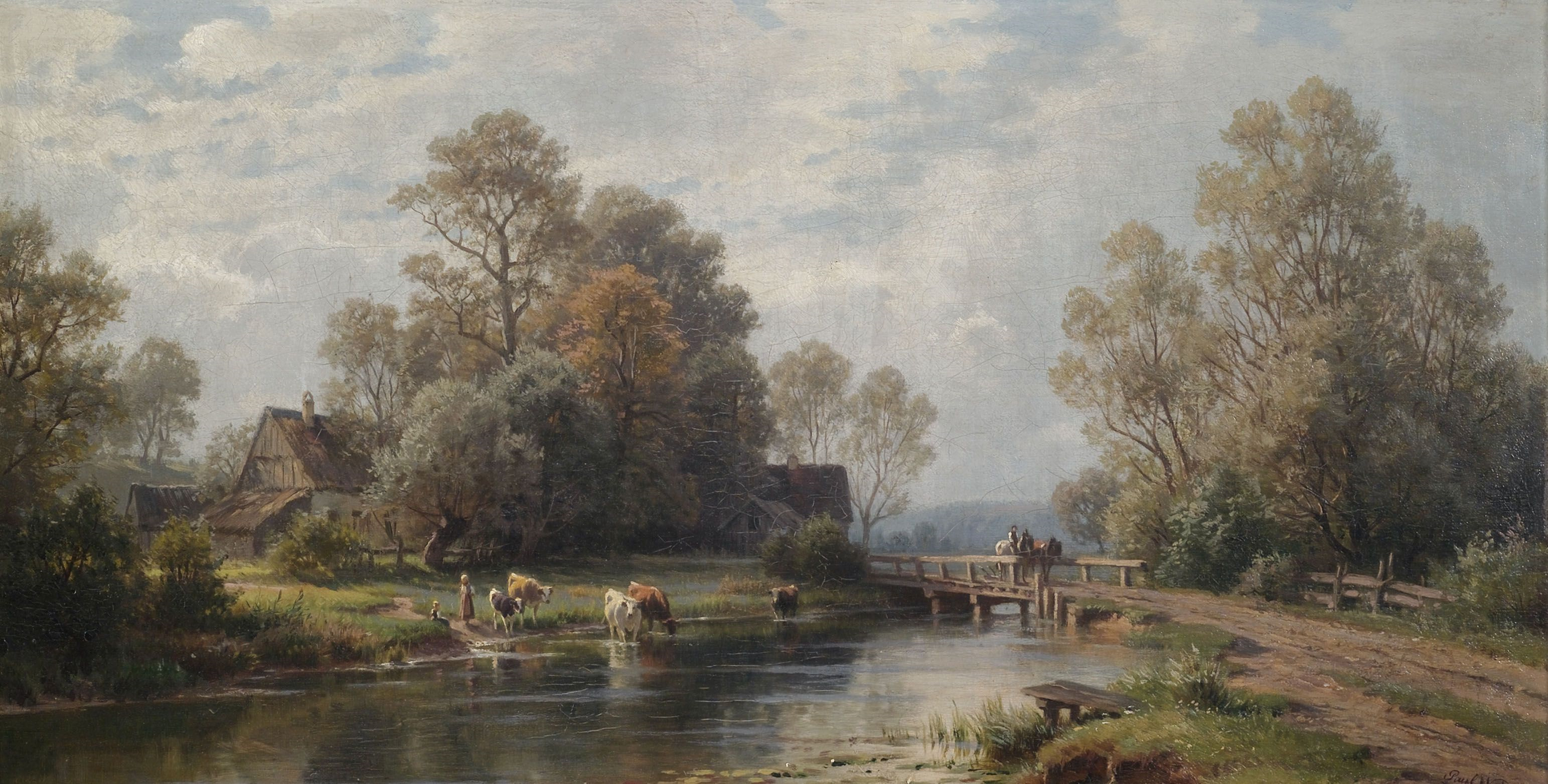
Лето на ферме
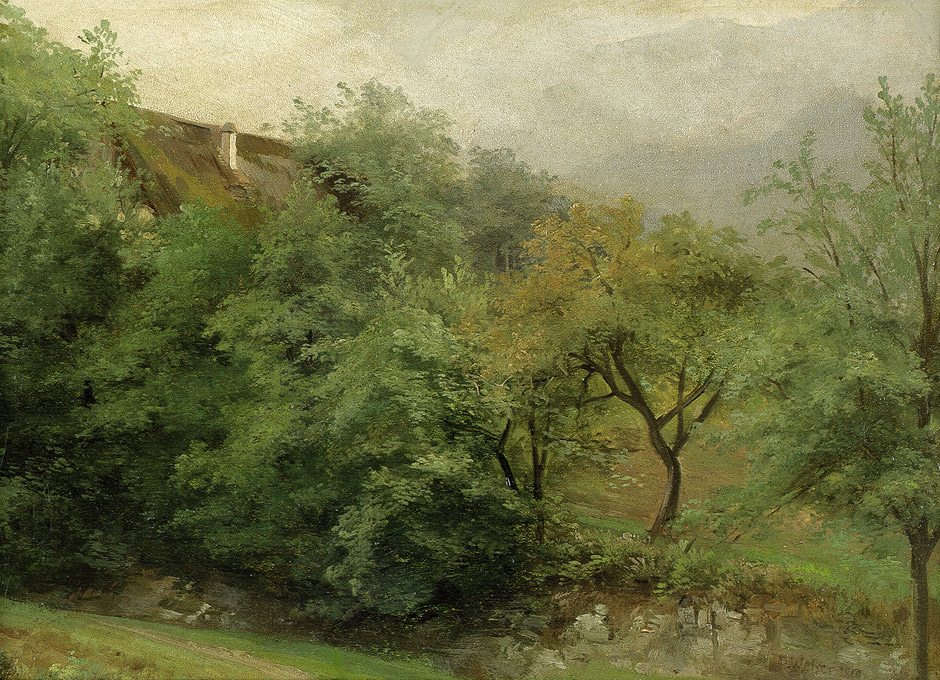
Деревья. Лето. Дом в саду